# نموذج برمجيات أولي
نموذج البرمجيات الأولي هو نموذج مبدئي لبرمجيّة معلوماتيّة ما تزال قيد التطوير. يحاكي نموذج البرمجيّات الأوّلي الوظائف التي من المنتظَر أن توجد في البرنامج بعد اكتمال تطويره، كما يمكن أن يكون مختلفًا تماما عن المنتج النهائي.
يُساعد نموذج البرمجيّات الأوّلي المصمّمين والمطورين في الحصول على تغذية راجعة من المستخدمين في المراحل الأولى من مشروع التطوير. يستخدم مقدّمو الخدمات نموذج البرمجيات الأولى لتقديم تصوّر حول البرنامج قيد التطوير إلى الزبناء؛ من أجل التأكد من موافقة الميزات والوظائف التي يقدّمها البرنامج؛ ويكون ذلك عادة بعد إصدار أولي من المتطلبات البرمجيّة.

## نظرة عامة
الغرض الأصلي من النموذج هو للسماح للمستخدمين من البرنامج لتقييم مقترحات المطورين لتصميم المنتج النهائي، ويمكن أيضا أن تستخدم النماذج الأولية من قبل المستخدمين النهائيين لوصف وإثبات المتطلبات التي لم يتم النظر فيها، والتي يمكن أن تكون عاملا أساسيا في العلاقة التجارية بين المطورين وعملائهم.

## أنواع النموذج الأولي
هناك العديد من أنواع النماذج الأولية، إلا أنها تعتمد على نوعين رئيسيين هما النوع التطوري والنوع السريع.

### السريع
هو أنه يمكن القيام به بسرعة. إذا يمكن للمستخدمين الحصول على ردود فعل سريع على متطلباتهم، وأنها قد تكون قادرة على صقلها في تطوير البرنامج في وقت مبكر. إجراء تغييرات في وقت مبكر من دورة حياة تطوير هو غاية فعالة من حيث التكلفة لأنه ليس هناك شيء في تلك المرحلة لإعادته.

### تطويري
الهدف الرئيسي عند استخدام النماذج التطوري هو بناء نموذج أولي قوي جداً بطريقة منظمة وتحسينها باستمرار. والسبب في ذلك هو أن النموذج التطوري، عندما بنيت، يشكل قلب النظام الجديد، وسيتم بناء التحسينات والمتطلبات الإضافية.

### تدريجي
هو مبني على المنتج النهائي.. وهي نماذج منفصلة، في نهاية يتم دمج نماذج منفصلة في التصميم العام

### استخدامات النموذج الأولي
في عمليات تصميم لاستكشاف، الخيارات وتطوير تصميم واجهة المستخدم، وعملية المتطلبات الهندسية للمساعدة في متطلبات الاستنباط والتحقق.

### فوائد النموذج الاولي
يسهل عملية الاستخدام، تحسين جودة التصميم، تحسين الصيانة، تخفيض الوقت والتكاليف، تحسين وزيادة مشاركة المستخدم.

### عيوب النموذج الاولي
الاشخاص الذين يعملون على النموذج الاولي ليسو نفساللاشخاص اللذين يعملون على النظام الحقيقي
اعطاء وقت محدد لتجربة النظام وقد يكون الوقت غير كافي.